# 링컨 대학교 (뉴질랜드)
링컨대학교 (뉴질랜드)(Lincoln University, 마오리어: Te Whare Wanaka o Aoraki)는 뉴질랜드 남섬 크라이스트처치 교외 셀윈 구 링컨 타운에 소재하는 대학이다. 남반구에서 가장 오래된 농업학교이고, 농업, 축산학과, 원예학과가 있다.

## 역사
1878년 캔터베리 대학교(현 캔터베리 대학)과 관련된 농업학교로 개교했다. 뉴질랜드에서 세 번째로 오래된 대학으로 1880년부터 입학생을 받았다.
1896년에 대학원 과정을 설치하였다. 캔터베리 대학에서 분리되었고, 캔터베리 농업학교가 된다. 그 후 뉴질랜드 대학의 하나가 된다. 1961년 뉴질랜드 대학이 해체되었기 때문에 "링컨 대학"으로 개칭 캔터베리 대학의 구성 대학이 된다.
1990년 뉴질랜드의 고등교육 기관으로 대학 자율성을 가져 캔터베리 대학에서 독립한다. 대학명을 링컨대학으로 개칭하고 종합대학으로 4개 부문에서 33개 전공, 500 과목 이상의 강의를 담당한다.

## 조직
대학 내에는 4개의 부문에서 연구와 교육이 이루어지고있다. 각 부문 학사과정부터 박사과정까지를 담당한다. 농업, 축산, 바이오 산업에 많은 인재를 배출하고 있다. 농업학교로의 건학의 역사에서 흙과 종자, 비료와 전염병 연구뿐만 아니라 생명공학 연구가 활발히 이루어지고 있다.
모든 학과에 소규모 강의, 실습실을 제공한다. 와인 양조와 뉴질랜드의 고등교육 기관에서 유일한 링컨 대학에 설치된 와인 산업에 많은 인재를 배출하고 있다. 대학 시설 외에 농업 시험장, 포도밭, 포도주 양조장, 상업용 농지를 뉴질랜드 각지에 보유하고 있다. 대학의 많은 강의는 보통 강의 외에 실습 강의가 필수과목으로 되어있기 때문에, 이 대학에서 학위 취득 희망자는 일반 강의뿐 아니라 실습 강의 이수도 필요하다. 실습강의 이수는 대학 방학을 이용하여 이수한다.

## 캠퍼스
학생 수는 약 4500명이며, 교원수는 약 250명으로 뉴질랜드에서 가장 작은 대학이다. 대학에 8개의 학생 기숙사에서 550명이 살고 있다. 국내 및 해외 60개국에서 온 학생 연구원이 근무하고 있다. 학생의 약 절반은 유학생 및 해외 이주자이다. 해외 6개국 16개 대학과 협력하여 정규 교환학생 프로그램을 실시하고 있다. 미국과 북유럽에서 온 유학생들이 많다.
크라이스트처치 시내 중심까지 자동차로 30분 거리에 위치한다. 크라이스트처치 중심부와 링컨 대학을 연결하는 노선버스가 운행되고 있다. 대학 시설은 캔터베리 지방 셀윈 구에 위치하고, 크라이스트처치 시에 소재하는 대학의 하나로 손꼽힌다. 대학의 컴퓨터는 24시간 이용 가능하다. 대학에 뉴질랜드 크리켓 협회 설립 교육 시설이 위치하고, 크리켓 뉴질랜드 대표 선수 강화 교육 시설로 이용되고 있다. 캔터베리 대학의 부속 대학이었던 역사로 인해 캔터베리 대학과의 관계가 강하다. 스포츠 경기에서는 라이벌 학교 관계에 있다. 그리고 그 역사에서 링컨대학과 대학의 이름을 바꾸고 후에도 링컨 칼리지라고 시민들의 지명도도 높다.

## 같이 보기
- 크라이스트처치
- 캔터베리